# 1901–1902-es belga labdarúgó-bajnokság (első osztály)
Az 1901–1902-es Jupiler League volt a 7. alkalommal megrendezett, legmagasabb szintű labdarúgó-bajnokság Belgiumban. A szezonban 11 klubcsapat vett részt.
A címvédő a Rhodienne-De Hoek volt. A bajnokságot újra a Rhodienne-De Hoek csapata nyerte meg.

## Végeredmény

### A csoport
| Hely. | Csapat             | M  | Gy | D | V | G+ | G– | Gk  | P  | Továbbjutás vagy kiesés              |     | RAC | BEE | ANT | CEB | SKI | CLB |
| ----- | ------------------ | -- | -- | - | - | -- | -- | --- | -- | ------------------------------------ | --- | --- | --- | --- | --- | --- | --- |
| 1.    | Rhodienne-De Hoek  | 9  | 8  | 1 | 0 | 35 | 5  | +30 | 17 | Továbbjutott a döntő selejtezőjébe   |     | —   | 1–0 | 5–0 | 4–0 | 7–0 | 5–0 |
| 2.    | Beerschot AC       | 10 | 6  | 1 | 3 | 19 | 10 | +9  | 13 | Továbbjutott a döntő selejtezőjébe   |     | 1–4 | —   | 3–1 | 4–1 | 8–0 | 5–0 |
| 3.    | Antwerp            | 9  | 4  | 2 | 3 | 11 | 13 | −2  | 10 |                                      |     | 1–1 | 0–0 | —   | 4–1 | 5–0 | 5–0 |
| 4.    | Cercle Brugge      | 9  | 3  | 0 | 6 | 13 | 26 | −13 | 6  |                                      | 0–5 | 3–1 | 3–1 | —   | 1–2 | 3–1 |     |
| 5.    | Skill de Bruxelles | 10 | 3  | 0 | 7 | 10 | 26 | −16 | 6  | Nem vesz részt a következő szezonban |     | 0–5 | 0–5 | 0–2 | 4–1 | —   | 4–2 |
| 6.    | Club Brugge        | 7  | 1  | 0 | 6 | 6  | 14 | −8  | 2  |                                      |     | 1–3 | 0–2 | 0–2 | 0–1 | 2–0 | —   |

### B csoport
| Hely. | Csapat                                 | M | Gy | D | V | G+ | G– | Gk  | P  | Továbbjutás vagy kiesés            |     | UNI | LEO | LIE | ATR | VER |
| ----- | -------------------------------------- | - | -- | - | - | -- | -- | --- | -- | ---------------------------------- | --- | --- | --- | --- | --- | --- |
| 1.    | Union SG                               | 8 | 7  | 0 | 1 | 16 | 1  | +15 | 14 | Továbbjutott a döntő selejtezőjébe |     | —   | 5–0 | 4–0 | 2–0 | 5–0 |
| 2.    | Léopold                                | 8 | 5  | 0 | 3 | 24 | 11 | +13 | 10 | Továbbjutott a döntő selejtezőjébe |     | 0–3 | —   | 2–5 | 7–2 | 6–1 |
| 3.    | Liège                                  | 8 | 3  | 1 | 4 | 16 | 21 | −5  | 7  |                                    |     | 5–0 | 3–2 | —   | 4–2 | 1–1 |
| 4.    | Athletic and Running Club de Bruxelles | 8 | 3  | 0 | 5 | 15 | 22 | −7  | 6  |                                    | 1–2 | 0–2 | 2–1 | —   | 5–2 |     |
| 5.    | Verviétois                             | 8 | 1  | 1 | 6 | 10 | 23 | −13 | 3  |                                    | 5–0 | 0–2 | 5–2 | 1–2 | —   |     |

### Selejtező
| Hely. | Csapat            | M | Gy | D | V | G+ | G– | Gk | P | Továbbjutás vagy kiesés |     | RAC | LEO | UNI | BEE |
| ----- | ----------------- | - | -- | - | - | -- | -- | -- | - | ----------------------- | --- | --- | --- | --- | --- |
| 1.    | Rhodienne-De Hoek | 6 | 4  | 1 | 1 | 15 | 8  | +7 | 9 | Továbbjutott a döntőbe  |     | —   | 1–3 | 2–0 | 3–2 |
| 2.    | Léopold           | 6 | 4  | 1 | 1 | 14 | 10 | +4 | 9 | Továbbjutott a döntőbe  |     | 2–2 | —   | 3–1 | 5–0 |
| 3.    | Union SG          | 6 | 2  | 0 | 4 | 9  | 15 | −6 | 4 |                         |     | 0–3 | 1–3 | —   | 4–2 |
| 4.    | Beerschot AC      | 6 | 1  | 0 | 5 | 12 | 17 | −5 | 2 |                         | 1–4 | 5–3 | 2–3 | —   |     |

### Döntő
| 1. csapat         | Eredmény | 2. csapat |
| ----------------- | -------- | --------- |
| Rhodienne-De Hoek | 4–3      | Léopold   |

A bajnoki címet a Rhodienne-De Hoek csapata szerezte meg.